# Мухин, Фёдор Никанорович
Фёдор Никанорович Мухин (1878—1919) — российский революционный деятель, большевик, участник Гражданской войны, борец за установление Советской власти в Приамурье.

## Биография
Родился в 1878 году в городе Заводоуковск (ныне Тюменская область) в крестьянской семье. С 1902 года работал машинистом на Китайско-восточной и Забайкальской железной дорогах. В 1904 году вступил в РСДРП(б). Участник революции 1905—1907 гг. Один из организаторов и руководителей профсоюза железнодорожников. Будучи избран в стачечный комитет станции Маньчжурия, где в результате стачки власть перешла в руки бастующих рабочих, был избран начальником станции Маньчжурия. Вёл партийную работу в Забайкалье и Приамурье. С 1906 года жил на нелегальном положении в Благовещенске под фамилией Чижиков.
В 1908 году в составе преступной группы (Русаков, Дунаевский, Симонов, Мухин, Волкодав) занимался изготовлением и сбытом фальшивых денег. (3-, 5-, 25-рублевого достоинства). Причём художник-изготовитель клише с женой проживали на квартире у Мухина. В декабре 1908 года Мухин по подложному документу получил в конторе Мордина деньги. Мухина разоблачили и осудили к тюремному заключению. Весной 1909 года были арестованы другие фальшивомонетчики. Участников группы осудили на различные сроки каторжных работ, а Мухин через 2 месяца почему-то вернулся на свободу. Затем он работал в фирме Чурина, организовал собственную мастерскую. В декабре 1915 года его вновь арестовали за подлог, период с 15 марта по 15 ноября 1916 года он провёл в заключении.
После выхода из заключения работал машинистом на электростанции на станции Ульмин (Мухинская). После Февральской революции возглавил здесь местный комитет общественной безопасности. В мае 1917 года вернулся в Благовещенск, где работал в мастерских затона. В июле мобилизован в армию. Служил в 302-й Вятской дружине в Благовещенске, активно участвовал в местном Совете.
28 ноября 1917 года на общем собрании большевиков Благовещенска были озвучены все факты его прошлой криминальной деятельности. Он не отрицал своего участия в сбыте фальшивых денег и получения денег по подложному документу в конторе Мордина. Но всё это якобы было сделано им не в корыстных целях, а во имя спасения от голодной смерти своих товарищей по коммуне, терпящих нужду. Комиссия сделала вывод, что «Мухин занимался этим не ради своекорыстных целей, а только для того, чтобы помочь товарищам, очутившимся вследствие гонения полиции и жандармерии в крайне тяжёлом положении…». Присутствовавшие на собрании члены коммуны Нестеров и другие подтвердили это. Собрание приняло решение: «признать т. Мухина вполне искупившим своё прошлое и принять его членом партии без ограничения его активной деятельности».
В декабре Ф. Мухин добивается перевыборов Благовещенского Совета, а уже в феврале 1918 года на IV крестьянском съезде избирается в областной Совет и становится его председателем. Также он возглавлял совнарком Амурской трудовой социалистической республики. С декабря 1917 — один из руководителей партийной организации Амурской области. По его инициативе в крае проводилась самая радикальная социализация: были упразднены земство и городское самоуправление, приняты решения о полной национализации частной собственности: фабрик, заводов, приисков и т. п. Этот радикализм породил вооружённый отпор — вооружённое выступление против власти Советов (Гамовский мятеж). Большевики под его руководством проводили в Приамурье «сухой закон».
Обеспечить нормальную хозяйственную жизнь мерами социализации не удалось, и уже в июле 1918 года на очередном съезде трудящихся стали выдвигаться резкие требования о смещении комиссаров. В августе 1918 года II съезд амурских хлеборобов в селе Песчаноозёрка выразил недоверие советскому руководству области во главе с Мухиным. Появились требования о замене облисполкома от дел и передаче всей власти исполкому, избранному на песчаноозёрском съезде. Делегаты резко осудили бездеятельность комиссаров амурского совнаркома и требовали привлечь их к ответственности. Песчаноозёрский исполком начал формировать отряды самообороны (Зеленая армия) и стягивать их к Благовещенску. Целью стояло свержение «мухинского» совета в Амурской области. Так была спровоцирована гражданская война, что облегчило введение войск интервентов на территорию региона.
Согласно официальной биографии, после падения Советской власти в сентябре 1918 года он возглавил подпольную большевистскую организацию и принял активное участие в подготовке восстания против интервентов и белогвардейцев, возглавил формирование партизанских сил в области и стал во главе крестьянского восстания, начавшегося в феврале 1919 года. В марте прибыл в Благовещенск, где был выдан провокатором и 8 марта схвачен белогвардейской контрразведкой. После обстоятельного допроса около 12 ночи следующих суток он был убит якобы при попытке к бегству. Случилось это на перекрестке улиц Артиллерийской и Большой (впоследствии Ленина).
По версии историка Н. Шиндялова, Мухин за два дня пребывания в белогвардейской контрразведке выдал всю информацию: рассказал о всей подготовке восстания, назвал руководителей, членов штаба повстанческой армии (Кошкин, Емельянов, Саяпин, Бычко и др.), указав их приметы и адреса местожительства, указал места, где формировались нелегальные группы, наличие вооружения и боеприпасов. Эта информация позволила контрразведке по указанным адресам провести многочисленные аресты. Мухин назвал адреса даже тех, у кого сам скрывался в Благовещенске до ареста.

## Память
- В 1920 году Ульмин Амурской области был переименован в Мухино.
- В Благовещенске 3 ноября 1957 г. на Площади им. Ленина установлен бюст Ф. Н. Мухина.  Авторы: скульптор Б. Т. Горлач, архитектор – А. Е. Эльясберг. Памятник республиканского значения.
- Именем Ф. Н. Мухина была названа улица в Верхнеудинске. Улицу переименовали в 1967 году в Проспект имени 50-летия Октября.
- Имя Ф. Н. Мухина носит одна из улиц Благовещенска.
- Имя Ф. Н. Мухина носит одна из улиц Свободного.
- Имя Ф. Н. Мухина носит одна из улиц Шимановска.
- Имя Ф. Н. Мухина носит одна из улиц Зеи.
- Имя Ф. Н. Мухина носит одна из улиц Серышево.
- Имя Ф. Н. Мухина носит одна из улиц Посёлка станции Арга (Серышевский район, Амурская область).
- Имя Ф. Н. Мухина носит одна из улиц села Сосновка (Серышевский район, Амурская область).
- Имя Ф. Н. Мухина (ул. Мухинская) носит одна из улиц Завитинска.
- Имя Ф. Н. Мухина носит одна из улиц Хабаровска.
- Имя Ф. Н. Мухина носит одна из улиц Биробиджана.
- Название «Фёдор Мухин» носило судно – пароход (его матрос Владимир Тимощук на фронте был разведчиком; удостоен звания Герой Советского Союза).
- Название «Фёдор Мухин» носило судно – буксир-толкач (проект: 758АМ; использовался в 1973-2012 гг.; порт: Благовещенск; в настоящее время списан; изначально – Амурское пароходство; выведен из эксплуатации, использовался как учебное судно; затем находился в отстое в Хабаровске; разрезан на Хабаровской РЭБ в 2012 г.).